# New Skin for the Old Ceremony
Albums de Leonard Cohen
Live Songs
(1973) Death of a Ladies' Man
(1977)
New Skin for the Old Ceremony est le quatrième album studio du chanteur canadien Leonard Cohen, sorti en 1974. Chelsea Hotel #2 est écrite en souvenir d'une nuit avec la chanteuse Janis Joplin, avec qui Leonard Cohen connut une brève aventure. À noter, la présence de Lewis Furey au violon alto, de son claviériste et producteur John Lissauer ainsi que de la chanteuse Janis Ian aux chœurs sur l'album.  
L'illustration de la pochette a été censurée aux États-Unis et recouverte par une photo. 

## Liste des titres
| No  | Titre                   | Durée |
| --- | ----------------------- | ----- |
| 1.  | Is This What You Wanted | 4:13  |
| 2.  | Chelsea Hotel #2        | 3:06  |
| 3.  | Lover Lover Lover       | 3:19  |
| 4.  | Field Commander Cohen   | 3:59  |
| 5.  | Why Don't You Try       | 3:50  |
| 6.  | There Is a War          | 2:59  |
| 7.  | A Singer Must Die       | 3:17  |
| 8.  | I Tried to Leave You    | 2:40  |
| 9.  | Who By Fire             | 2:33  |
| 10. | Take This Longing       | 4:06  |
| 11. | Leaving Green Sleeves   | 2:38  |

## Collaborateurs
- Leonard Cohen : Chant, guitare acoustique, producteur
- Ralph Gibson : Guitare
- Jeff Layton : Guitare, mandoline, banjo, trompette
- John Miller : Basse
- Don Payne : Basse
- Lewis Furey : Violon alto
- John Lissauer : Flûtes, claviers, chœurs, production, arrangements
- Gerald Chamberlain :  Trombone
- Janis Ian ; Chant
- Emily Bindiger, Erin Dickins, Gail Kantor : Chœurs
- Roy Markowitz : Batterie
- Armen Halburian : Percussions

## Certifications
En 1975, la British Phonographic Industry certifie l'album disque argent.
| Pays        | Association | Certification | Ventes/Équivalences |
| ----------- | ----------- | ------------- | ------------------- |
| Royaume-Uni | BPI         | argent        | 100 000             |